# Frédéric Encel
Frédéric Encel, né à Paris le 4 mars 1969, est un essayiste et géopolitologue français.

## Biographie

### Jeunesse et études
Frédéric Encel est issu d'une famille juive française,. Après le baccalauréat, Frédéric Encel suit des études en hypokhâgne puis à Sciences Po Grenoble. Selon Pierre Lurçat il partage alors avec lui « la même passion pour Israël et pour le sionisme », et aussi un lien avec le  Betar, avec Joseph Trumpeldor et Vladimir Jabotinsky comme  « héros de notre jeunesse ».
Il étudie ensuite la géopolitique et obtient en 1997 un doctorat en géopolitique à l'Institut français de géopolitique avec la thèse « Géopolitique de Jérusalem : représentations, stratégies et perspectives autour d’une cité sanctifiée », écrite sous la direction d’Yves Lacoste, avec les félicitations du jury,.
Il obtient son habilitation à diriger des recherches (HDR) à l'Institut français de géopolitique à l'université de Vincennes à Saint-Denis.[réf. nécessaire]

### Travaux
Il est spécialiste du conflit israélo-palestinien.[réf. nécessaire] Ses travaux et publications portent sur les questions stratégiques, les relations internationales (Moyen-Orient en particulier).

## Engagements
Il est membre de la Ligue internationale contre le racisme et l'antisémitisme (LICRA).
Frédéric Encel crée en 2011 (et préside depuis) les Assises nationales annuelles de la lutte contre le négationnisme, organisées chaque dernier dimanche de janvier à la Paris School of Business en partenariat avec le Mémorial de la Shoah.
Néoconservateur et atlantiste, il est membre du comité éditorial de la revue Le Meilleur des mondes entre 2006 et 2008, dans laquelle il signe des articles dans les numéros  3, 4, 6 et 9. Il fait également partie du think tank du Cercle de l'Oratoire, partageant une ligne idéologique semblable.

## Positionnements

### Invasion de l'Irak par les Etats-Unis
En 2003, il soutient, au nom de la "guerre juste", l'invasion américaine en Irak.

### Intervention en Libye
En mars 2011, il co-signe dans Le Monde la tribune « Il faut intervenir en Libye, et vite !.

### "Lutte contre les extrêmes"
Il salue sur X le lancement de l'hebdomadaire Franc-Tireur qu'il qualifie de « nouveau fleuron de la presse » menant « le combat humaniste et républicain sans relâche contre les extrémistes de tout bord et de toute nature ».

### Médiatisation d'Israël et le conflit israélo-palestinien
Frédéric Encel a analysé en 2013 la manière dont les médias français parlent d'Israël: « Dans l’ensemble, la situation est (j’allais dire « sous contrôle ») mais plutôt favorable. On trouve vraiment des médias favorables à Israël, équilibrés, honnêtes, partout, absolument partout ; c’est vrai pour la presse écrite, c’est vrai pour la radio, c’est vrai pour la télévision ».
Il prône la solution à deux Etats tout en étant « souvent en phase avec les positions israéliennes ».
Il considère les attaques du Hamas du 7 octobre 2023 comme un pogrome et s'oppose à l'emploi du terme génocide pour qualifier les exactions d'Israël dans la bande de Gaza.
En 2024, il commence à critiquer le gouvernement de Benyamin Netanyahou,.

### Guerre Iran-Israël
Le 16 juin 2025, il déclare dans la matinale de BFM : « Sur le dossier iranien, […] le gouvernement israélien est à peu près dans le droit international et son offensive relève d’une véritable logique »,. Le même mois, il donne une entrevue à l'hebdomadaire Franc-Tireur à ce sujet.

### La France Insoumise
Sur le média social X, il qualifie Jean-Luc Mélenchon de « gourou orwellien » qui représenterait un « péril mortel pour la République et la démocratie » et considère son mouvement La France Insoumise comme une « secte d’extrême gauche sans cesse plus vautrée dans l’abjection antisémite »

## Critiques

### Usurpation de titres universitaires
En 2007, Denis Sieffert de Politis accuse Frédéric Encel d'usurpation de titres universitaires : il écrit qu'il « se présente volontiers comme professeur à l'ENA et à l'Institut d'études politiques de Rennes sans en avoir les titres. Ce qui lui permet, avec... la complicité de certains médias, d'apparaître comme un expert... neutre, spécialiste patenté du conflit »
En 2009, Frédéric Encel est présenté comme « directeur de recherche[...] avec 15 ans de services civils sans avoir jamais passé aucun concours » pour ce titre.
Dans son livre Les Intellectuels faussaires, Pascal Boniface dénonce les « contre-vérités » de certains intellectuels parmi lesquels il range Frédéric Encel. Il reprend dans cet ouvrage des critiques déjà émises quelques années plus tôt,.

### Présence médiatique
Fin 2016, lors d'un débat animé par Frédéric Haziza sur l'antenne de LCP, Frédéric Encel qualifie d'« ennemis de la nation » Alain Badiou, Pascal Boniface et Edwy Plenel.

### Domaines d'expertise
En 2016, le magazine culturel Télérama, dans son Palmarès satirique sur la couverture médiatique, qualifie Frédéric Encel de « géopolitologue pro-israélien dont le champ d'expertise ne connaît (presque) pas de frontières. » En juin 2025, Blast énumère pas moins de seize "spécialités" mises en avant lorsqu'il apparaît sur les plateaux de télévision.

## Prix
- 1987 : premier prix au Concours national de la résistance et de la déportation [réf. nécessaire]
- 2015 : grand prix de la Société de géographie (pour l'ensemble de son œuvre)[25]
- 2022 : prix du livre géopolitique du ministère des Affaires étrangères pour son ouvrage Les Voies de la puissance : penser la géopolitique au XXIe siècle[26].
- 2023 : prix Histoire-Géographie de l'Académie des Sciences Morales et Politiques[27].

### Décoration
- Chevalier de la Légion d'honneur (Décret du 3 juillet 2024)[28]
- Chevalier de l'ordre national du Mérite (17 mai 2009)[21],[29]

## Ouvrages

### Aux Presses universitaires de France
- Géopolitique du Printemps arabe, PUF, 2014 ; rééd. 2017
- Gaz naturel : la nouvelle donne ? (dir. collectif), PUF, 2016
- Géopolitique de la Nation France (avec Yves Lacoste), PUF, 2016
- Mon dictionnaire géopolitique, PUF, 2017

### Livres de géopolitique
- Géopolitique de Jérusalem, Flammarion, 1998  (ISBN 978-2080814609) ; nouvelles éd. revues et augmentées, 2008, 2014
- Le Moyen-Orient entre guerre et paix. Une géopolitique du Golan, Flammarion, 1999  (ISBN 978-2080800121)
- L’Art de la guerre par l’exemple, Flammarion, 2000  (ISBN 978-2081218857) ; nouvelle éd. revue et augmentée, 2015
- Géopolitique de l’Apocalypse. La démocratie à l’épreuve de l’islamisme, Flammarion, 2002  (ISBN 978-2080800664)
- La Grande Alliance. De la Tchétchénie à l’Irak, un nouvel ordre mondial (avec Olivier Guez), Flammarion, 2003  (ISBN 978-2080800961)
- Géopolitique d’Israël. Dictionnaire pour sortir des fantasmes (avec François Thual), Seuil, 2004  (ISBN 978-2020638203) ; nouvelles éd. revues et augmentées en poche Points-Seuil, 2011, 2018
- Comprendre le Proche-Orient. Une nécessité pour la République (codirigé avec Eric Keslassy), Bréal, 2005  (ISBN 978-2749505633)
- Géopolitique du sionisme, Armand Colin, 2006  (ISBN 978-2200345426) ; nouvelles éd. revues et augmentées, 2009, 2015
- Atlas géopolitique d'Israël. Aspects d'une démocratie en guerre, Autrement, 2008  (ISBN 978-2746711143) ; nouvelles éd. revues et augmentées, 2012, 2014, 2017
- Comprendre la géopolitique, Seuil, 2011  (ISBN 978-2757822937)
- Perspectives énergétiques (dir. collectif), Ellipses, 2013
- De quelques idées reçues sur le monde contemporain. Précis de géopolitique à l'usage de tous. Autrement, 2013 ; nouvelle éd. revue et augmentée, Champs-Flammarion, 2014
- Petites leçons de diplomatie. Ruses et stratagèmes des grands de ce monde à l'usage de tous, Autrement, 2015, 160 p.  (ISBN 978-2-7467-4216-1)
- Les 100 mots de la guerre, Que sais-je ?, 2020, 128 p.  (ISBN 978-2-7154-0371-0)
- Frédéric Encel et Hugo Billard, Atlas des frontières : Retours des fronts et des murs, Paris, Autrement, 2021, 96 p. (ISBN 978-2-7467-5750-9)
- Les Voies de la puissance : Penser la géopolitique du XXIe siècle, Odile Jacob, 2022, 352 p. (ISBN 978-2-4150-0112-4)
- Atlas géopolitique d'Israël, Paris/85-Luçon, Autrement, 2023, 96 p. (ISBN 978-2-0804-1629-2)
- La Guerre mondiale n'aura pas lieu, Odile Jacob, 2025, 288 p. (ISBN 9782415011550)

### Livres en participation
- Les Conflits dans le monde: Approche géopolitique, sous la direction de Béatrice Giblin, Armand Colin, 2011 (chapitre 2. Jérusalem : capitale frontière)

### Articles de revues
- Jérusalem. Le nœud gordien, Études, 1996/2 (tome 384)
- Guerre israélo-palestinienne : d'encombrants renforts religieux au service des belligérants, Hérodote, 2002/3 (n° 106)
- Israël : le salut par les airs, avec François Thual, Hérodote, 2004/3 (n° 114)
- L'armée israélienne et ses spécificités géopolitiques, Hérodote, 2005/1 (n° 116)
- La Syrie, homme malade du Proche-Orient, Commentaire, 2005/2 (n° 110)
- L'évolution spatiale des Juifs orthodoxes à Jérusalem et en Cisjordanie : simple extension démographique ou réelle stratégie territoriale , Hérodote, 2008/3 (n° 130)
- Le pétrole du Moyen-Orient est-il géo- politiquement si précieux ? Réflexions autour d'une contestable centralité économique, stratégique et énergétique, Management & Avenir, 2011/2 (n° 42)
- Israël/États-Unis : du bon usage politique de l'islamisme radical, Politique étrangère, 2011/3 (Automne)
- Introduction, avec Armand Derhy, Management & Avenir, 2011/2 (n° 42)
- Causes, déroulement et conséquences de la rupture israélo-turque, Hérodote, 2013/1 (n° 148)
- Benjamin Netanyahou, promoteur et incarnation d'un nouvel Israël... pour quelle stratégie ?, Sécurité globale, 2012/3 (n° 21)
- Quand les sionistes puis les Israéliens pensent les Arabes, Hérodote, 2016/1-2 (n° 160-161)
- Israël et Iran : les faux ennemis ?, Hérodote, 2018/2 (n° 169)
- L’aliya : condition première et quintessence de la nation israélienne, Hérodote, 2019/3 (n° 174)